# Eusebio Ayala
Eusebio Ayala (ur. 14 sierpnia 1875 w Barrero Guasú, zm. 4 czerwca 1942 w Buenos Aires) – paragwajski prawnik i polityk, prezydent Paragwaju od 7 listopada 1921 do 12 kwietnia 1923 oraz od 15 sierpnia 1932 do 17 lutego 1936.
Był profesorem Uniwersytetu w Asunción. Sprawował urząd ministra spraw zagranicznych w 1908, 1912, 1918–1919 oraz w 1920. Po zakończeniu pierwszej, tymczasowej kadencji udał się na emigrację do Europy. W latach trzydziestych, mimo sukcesów w wojnie z Boliwią o Chaco, został odsunięty od władzy przez wojsko, po czym jeszcze raz wyemigrował, tym razem do Argentyny.